# Ideoblothrus
Ideoblothrus är ett släkte av spindeldjur. Ideoblothrus ingår i familjen spinnklokrypare.

## Dottertaxa tillIdeoblothrus, i alfabetisk ordning[1]
- Ideoblothrus amazonicus
- Ideoblothrus baloghi
- Ideoblothrus bipectinatus
- Ideoblothrus brasiliensis
- Ideoblothrus caecus
- Ideoblothrus carinatus
- Ideoblothrus ceylonicus
- Ideoblothrus colombiae
- Ideoblothrus costaricensis
- Ideoblothrus curazavius
- Ideoblothrus descartes
- Ideoblothrus fenestratus
- Ideoblothrus floridensis
- Ideoblothrus godfreyi
- Ideoblothrus grandis
- Ideoblothrus holmi
- Ideoblothrus insularum
- Ideoblothrus kochalkai
- Ideoblothrus leleupi
- Ideoblothrus lepesmei
- Ideoblothrus levipalpus
- Ideoblothrus maya
- Ideoblothrus mexicanus
- Ideoblothrus milikapiti
- Ideoblothrus muchmorei
- Ideoblothrus nesotymbus
- Ideoblothrus occidentalis
- Ideoblothrus palauensis
- Ideoblothrus papillon
- Ideoblothrus paraensis
- Ideoblothrus pisolitus
- Ideoblothrus pugil
- Ideoblothrus pygmaeus
- Ideoblothrus seychellesensis
- Ideoblothrus similis
- Ideoblothrus tenuis
- Ideoblothrus truncatus
- Ideoblothrus vampirorum
- Ideoblothrus westi
- Ideoblothrus woodi
- Ideoblothrus zicsii